# Ahmadi kormányzóság

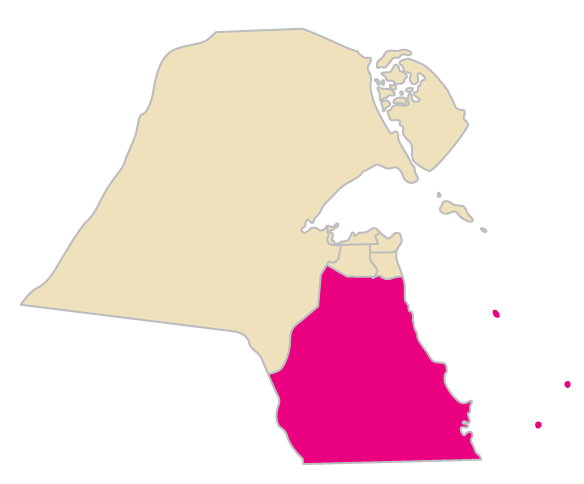
Ahmadi kormányzóság elhelyezkedése Kuvaiton belül

El-Ahmadi kormányzóság (arab betűkkel محافظة الأحمدي – [Muḥāfaẓat al-Aḥmadī]) Kuvait hat kormányzóságának egyike az ország déli részén. Északon Farvánijja és Mubárak el-Kabír kormányzóság, keleten a Perzsa-öböl, délen és délnyugaton Szaúd-Arábia, északnyugaton pedig Dzsahrá kormányzóság határolja. Területe 5 120 km², népessége a 2008-as adatok szerint 648 313 fő. Hozzá tartozik a Perzsa-öböl három kis szigete is: Kubbar, Kárúh és Umm al-Marádim. Kormányzója Ibráhím ad-Daídzs asz-Szabáh.
Az öbölháború idején, az iraki megszálláskor Szaddám Huszein felszámolta az ország önállóságát, északi részét a bászrai kormányzósághoz csatolta, délen pedig az Ahmadi és a többi kormányzóság területén létrehozta az új iraki tartományt, a kuvaiti kormányzóságot. Néhány hónap múlva elkezdődő koalíciós ellentámadás kiűzte az irakiakat a területről.

## Fordítás
Ez a szócikk részben vagy egészben  a(z)   محافظات الكويت című arab Wikipédia-szócikk ezen változatának fordításán alapul.  Az eredeti cikk szerkesztőit annak laptörténete sorolja fel. Ez a jelzés csupán a megfogalmazás eredetét és a szerzői jogokat jelzi, nem szolgál a cikkben szereplő információk forrásmegjelöléseként.